# سينارة جرداء
سينارة جرداء (الاسم العلمي: Cinara glabra) هي نوع من الحشرات تتبع جنس السينارة من فصيلة المنية.